# أملاح الشم

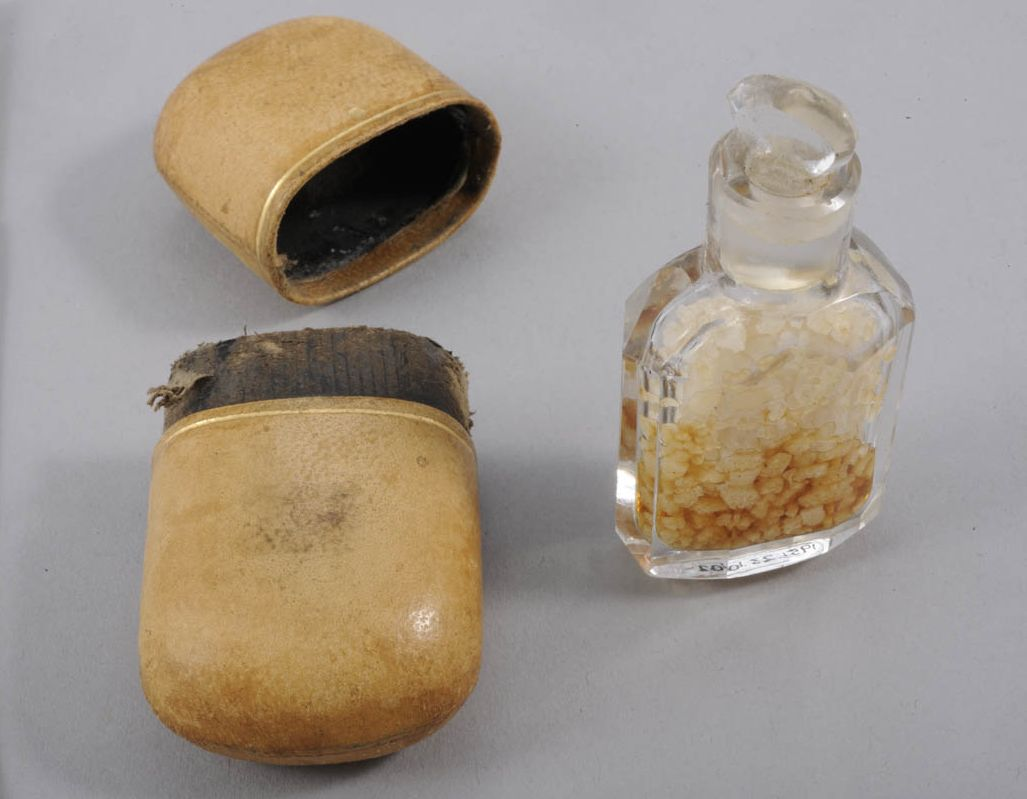

أملاح الشم، المعروفة أيضًا باسم النشادر أو كربونات النشادر، هي مركبات كيميائية تستخدم لإثارة الوعي. وعادة ما يكون المركب الفعال هو كربونات الأمونيوم عديم اللون يميل إلى اللون الأبيض، وهي مادة بلورية صلبة (NH4)2CO3H2O)). ونظرًا لأن معظم المحاليل الحديثة تكون مخلوطة بالماء، فقد يكون من الأصح تسمية تلك الأملاح باسم «روح الأمونيا العطرية»؛ وقد تحتوي المحاليل الحديثة أيضًا على منتجات أخرى من العطور أو تعمل إلى جانب الأمونيا، مثل زيت الخزامي أو زيت أو كالبتوس.

## نبذة تاريخية
كانت أملاح الشم تستخدم منذ العصور الرومانية، ولقد ذكرت في كتابات بلينيوس تحت اسم "Hammonicus sal". وتوجد أدلة على استخدام الخيميائيين لتلك الأملاح في القرن الثالث عشر باعتبارها «أملاح الأمونياك».
في القرن السابع عشر، تم تقطير محلول الأمونيا من نحاتة قرون وحوافر (الأيل)، الأمر الذي أدى إلى استخدام اسم بديل لأملاح الشم فقد أصبحت تُسمّى نشادر قرن الأيل.
كما أصبحت أملاح الشم معروفة باسم «كربونات النشادر» نظرًا لقدرتها على إنتاج تفاعل.
استخدمت أملاح الشم على نطاق واسع في بريطانيا في العصر الفكتوري في إفاقة السيدات في حالة الغشيان، وفي بعض المناطق كان يُخصص موظف كبير في القصور لحمل إناء به تلك الأملاح لاستخدامها في هذا الغرض.
كان يوصى باستخدام أملاح الشم على نطاق واسع أثناء الحرب العالمية الثانية، فقد كان الصليب الأحمر البريطاني وإسعاف سانت جون يوصون جميع محال الأعمال بالاحتفاظ بـ «كربونات النشادر» في صندوق الإسعاف الأولي لديهم. أما اليوم فقد انخفض استخدام تلك الأملاح وانتشارها انخفاضًا كبيرًا.

## الاستخدامات
تستخدم أملاح الشم في الغالب مع الرياضيين (مثل لاعبي الملاكمة) عندما يتلقّون ضربةً قاضيةً ويفقدون وعيهم أو نصف وعيهم (رغم أن هناك عددًا من الأجهزة الحكومية الرياضية، مثل اتحاد كرة القدم في المملكة المتحدة، توصي بعدم استخدام تلك الأملاح مع الرياضيين المصابين.
تستخدم تلك الأملاح أيضًا في المسابقات (مثل رياضة القوة والرجل القوي وهوكي الجليد) في «إثارة» المتنافسين لتقديم أداء أفضل. وهناك بعض الرياضيين المشهورين الذين كانوا يستخدمون أملاح الشم على الخطوط الجانبية، مثل بريت فافر وبيتون ماننج وكارلوس بوزر وتوم برادي.
لا يزال الأشخاص الذين يشعرون بالإغماء أو الذين أُغشي عليهم يستخدمون تلك الأملاح، فقد يقدمها الآخرون لهم أو يتناولونها هم بأنفسهم، وفي بعض الأحيان يُوصى بعض الفئات من الأشخاص المعرضين لخطر الإغماء، مثل النساء الحوامل، بالاحتفاظ بتلك الأملاح في متناول أيديهم.

## الأثر الفسيولوجي
تُطلق أملاح الشم غاز الأمونياك (NH3)، الذي يهيج الأغشية المخاطية في الأنف والرئتين، ومن ثم يحدث شهيق reflex (ذلك أن تلك الأملاح تجعل العضلات التي تحكم عملية التنفس تعمل بوتيرة أسرع). أضف إلى ذلك، أن الخصائص المهيجة تعمل على تنشيط الجهاز الودي كاستجابة تؤدي إلى ارتفاع معدل النبض وضغط الدم ونشاط المخ. فعلى وجه التحديد، تنتج الكثير من نوبات الدوار الحميد عن زيادة النشاط اللاودي والمبهمي التي تؤدي إلى تمدد الأوعية الدموية وتباطئ القلب وانخفاض التروية الدموية للمخ مما يؤدي إلى انخفاض توتر العضلات عمومًا والعضلات الوضعية بشكل خاص، الأمر الذي يجعل الشخص ينهار. ويستغل الأثر التهيجي الودي في مجابهة التأثيرات اللاودية المبهمية تلك مما يؤدي إلى الإفاقة من هذا الإغماء. ويمكن أن يحدث الأثر نفسه بضرب الخدود الذي يستخدم غالبًا مع الأشخاص المصابين بالدوّار.

## المخاطر
إن غاز الأمونياك غاز سام عندما يكون تركيزه عاليًا لفترات طويلة، ويمكن أن يكون قاتلاً. ونظرًا لأن أملاح الشم تنتج كمية ضئيلة فقط من غاز الأمونياك، فلم يتم تسجيل أية حالات لمشكلات صحية معاكسة لاستخدام تلك الأملاح.
هناك احتمالية محدودة أن يحدث تحرق مباشر في الغشاء المخاطي للأنف أو الفم نتيجة التركيز العالي لغاز الأمونياك الذي تم استنشاقه.
لا يوصى باستخدام أملاح شم الأمونيا في إفاقة الأشخاص الذين يصابون أثناء ممارسة الرياضة فقد يعيق استخدامها قيام أخصائي الرعاية الصحية بعمل تقييم عصبي شامل وصحيح أو يتأجل إجراء ذلك التقييم، وهناك بعض الأجهزة المنظمة التي توصي بعدم استخدام تلك الأملاح على وجه التحديد. هناك أيضًا خطر أنه باعتبار تلك الأملاح مواد مهيّجة، فإن استخدام أملاح الشم قد يسبب انسحاب المنعكس من المصدر، وبهذا تتفاقم أية إصابة سابقة في الفقرة الرقبية. يؤثر على المرأة الحامل في بدايات الشهور الأولى عند الاستنشاق.